# Clinotanypus
Clinotanypus är ett släkte av tvåvingar som beskrevs av Jean-Jacques Kieffer 1913. Clinotanypus ingår i familjen fjädermyggor.

## Dottertaxa tillClinotanypus, i alfabetisk ordning[1][2]
- Clinotanypus aterrimus
- Clinotanypus atratus
- Clinotanypus atromarginatus
- Clinotanypus aureus
- Clinotanypus brasiliensis
- Clinotanypus ceylanicus
- Clinotanypus claripennis
- Clinotanypus crux
- Clinotanypus decempunctatus
- Clinotanypus flavidus
- Clinotanypus formosae
- Clinotanypus fumipennis
- Clinotanypus fuscosignatus
- Clinotanypus guamensis
- Clinotanypus immaculatus
- Clinotanypus japonicus
- Clinotanypus jenkinsi
- Clinotanypus lacteus
- Clinotanypus lampronotus
- Clinotanypus maculatus
- Clinotanypus microtrichos
- Clinotanypus nervosus
- Clinotanypus novempunctatus
- Clinotanypus obscuripes
- Clinotanypus ornatissimus
- Clinotanypus paivai
- Clinotanypus philippinensis
- Clinotanypus pictidorsum
- Clinotanypus pinguis
- Clinotanypus planus
- Clinotanypus quadriannulatus
- Clinotanypus rugosus
- Clinotanypus sabensis
- Clinotanypus sallesi
- Clinotanypus sugiyamai
- Clinotanypus variegatus
- Clinotanypus verbekei
- Clinotanypus wirthi
- Clinotanypus vulgaris